# Lovrići
Lovrići su naseljeno mjesto u općini Travnik, Federacija Bosne i Hercegovine, BiH.

## Stanovništvo

### 1991.
Nacionalni sastav stanovništva 1991. godine, bio je sljedeći:
ukupno: 135
- Hrvati - 119
- Srbi - 4
- Jugoslaveni - 11
- ostali, neopredijeljeni i nepoznato - 1

### 2013.
Nacionalni sastav stanovništva 2013. godine, bio je sljedeći:
ukupno: 106
- Hrvati - 97
- Srbi - 6
- Bošnjaci - 3